# 10934 Польдельво
10934 Польдельво (10934 Pauldelvaux) — астероїд головного поясу, відкритий 27 лютого 1998 року.
Тіссеранів параметр щодо Юпітера — 3,185.
Названо на честь Поля Дельво (фр. Paul Delvaux; 1897—1994) — бельгійського живописця, представника сюрреалізму.